# Фосфид стронция
Фосфид стронция — бинарное неорганическое соединение стронция и фосфора с формулой Sr3P2. Светло-коричневые кристаллы.

## Получение
- Нагревая в дуговой печи фосфата стронция с сажей:

{\displaystyle {\mathsf {Sr_{3}(PO_{4})_{2}+8C\ {\xrightarrow {>1000^{o}C}}\ Sr_{3}P_{2}+8CO}}}

## Физические свойства
Фосфид стронция образует светло-коричневые кристаллы.
Термически устойчив, плавится при высокой температуре.

## Химические свойства
- Разлагается водой с выделением фосфина:

{\displaystyle {\mathsf {Sr_{3}P_{2}+2H_{2}O\ {\xrightarrow {\ }}\ 3Sr(OH)_{2}+2PH_{3}\uparrow }}}
- Реагирует с кислотами:

{\displaystyle {\mathsf {Sr_{3}P_{2}+6HCl\ {\xrightarrow {\ }}\ 3SrCl_{2}+2PH_{3}\uparrow }}}